# 普瓦斯基縣 (阿肯色州)
珀拉斯凯縣是美国阿肯色州中部的一個郡，面積2,092平方公里。根據2020年美國人口普查統計，本縣共有人口39萬9,125人，是州中人口最多的縣份。本縣的縣治為阿肯色州州府兼最大城市小岩城（Little Rock）。
珀拉斯凯縣是小岩城-北小岩城-康威都會統計區的核心部份，而該大都會統計區於2010年共有人口699,757人。

## 歷史

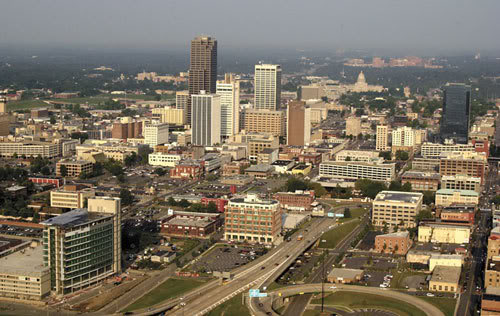
縣治小石城

本縣於1818年12月15日成立，是阿肯色州第五個成立的縣份，亦是該州第二批成立的三個縣之一。隨同本縣成立的縣份包括克拉克縣和亨普斯特德縣。
本縣縣名紀念在美國獨立戰爭中戰死的波兰志願者卡齐米日·普瓦斯基。
於1863年南北战争期間，南北雙方軍隊在普瓦斯基縣爆發了貝尤富什戰役（Battle of Bayou Fourche），最終由北方軍獲得勝利。於1928年開幕的柳樹泉水上樂園（Willow Springs Water Park）亦位於本縣內。該水上樂園是美國其中一個最具歷史的水上樂園。

## 地理
根據2000年人口普查，普瓦斯基縣的總面積為807.84平方英里（2,092.3平方），其中有770.82平方英里（1,996.4平方），即95.42%為陸地；37.02平方英里（95.9平方），即4.58%為水域。

### 主要公路
- 30號州際公路
  -  430號州際公路（英语：Interstate 430）
  -  530號州際公路（英语：Interstate 530）
  -  630號州際公路（英语：Interstate 630）
- 40號州際公路
  -  440號州際公路（英语：Interstate 440 (Arkansas)）
- 65号美国国道
- 67号美国国道
- 70号美国国道
- 165號美國國道（英语：U.S. Route 165）
- 167號美國國道（英语：U.S. Route 167）
- 5號阿肯色州州道（英语：Arkansas Highway 5）
- 10号阿肯色州州道
- 100號阿肯色州州道（英语：Arkansas Highway 100）
- 161號阿肯色州州道（英语：Arkansas Highway 161）
- 300號阿肯色州州道（英语：Arkansas Highway 300）
- 338號阿肯色州州道（英语：Arkansas Highway 338）
- 365號阿肯色州州道（英语：Arkansas Highway 365）
- 367號阿肯色州州道（英语：Arkansas Highway 367）

### 毗鄰縣
所有普瓦斯基縣的毗鄰縣皆為阿肯色州的縣份。
- 福克納縣：北方
- 洛諾克縣：東方
- 傑佛遜縣：南方
- 薩林縣：西方
- 佩里縣：西北方

### 國家保護區
- 小岩城中央高中國家歷史遺址（英语：Little Rock Central High School）

## 人口
| 调查年              | 人口    | 备注 | %±     |
| ------------------- | ------- | ---- | ------ |
| 1830                | 2,395   |      | —      |
| 1840                | 5,350   |      | 123.4% |
| 1850                | 5,657   |      | 5.7%   |
| 1860                | 11,699  |      | 106.8% |
| 1870                | 32,066  |      | 174.1% |
| 1880                | 32,616  |      | 1.7%   |
| 1890                | 47,329  |      | 45.1%  |
| 1900                | 63,179  |      | 33.5%  |
| 1910                | 86,751  |      | 37.3%  |
| 1920                | 109,464 |      | 26.2%  |
| 1930                | 137,727 |      | 25.8%  |
| 1940                | 156,085 |      | 13.3%  |
| 1950                | 196,685 |      | 26.0%  |
| 1960                | 242,980 |      | 23.5%  |
| 1970                | 287,189 |      | 18.2%  |
| 1980                | 340,613 |      | 18.6%  |
| 1990                | 349,660 |      | 2.7%   |
| 2000                | 361,474 |      | 3.4%   |
| 2010                | 382,748 |      | 5.9%   |
| 2012年估计          | 388,953 |      | 1.6%   |
| [ 9 ] [ 10 ] [ 11 ] |         |      |        |

普瓦斯基縣人口金字塔

根據2000年人口普查，普瓦斯基縣擁有361,474居民、147,942住戶和95,718家庭。其人口密度為每平方英里469居民（每平方公里181居民）。本縣擁有161,135間房屋单位，其密度為每平方英里209間（每平方公里81間）。而人口是由63.96%白人、31.87%非裔、0.39%原住民、1.25%亞裔、0.04%太平洋島民、1.09%其他種族和1.4%混血构成。而西裔或拉美裔佔了人口2.44%。
在147,942住户中，有30.5%擁有一個或以上的兒童（18歲以下）、45.9%為夫妻、15.1%為單親家庭、35.3%為非家庭、30%為獨居、8.8%住戶有同居長者。平均每戶有2.39人，而平均每個家庭則有2.98人。在361,474居民中，有25.2%為18歲以下、9.6%為18至24歲、31.1%為25至44歲、22.6%為45至64歲以及11.5%為65歲以上。人口的年齡中位數為35歲，女子對男子的性別比為100：92。成年人的性別比則為100：88.2。
本縣的住戶收入中位數為$38,120，而家庭收入中位數則為$46,523。男性的收入中位數為$33,131，而女性的收入中位數則為$25,943，人均收入為$21,466。約10.4%家庭和13.3%人口在貧窮線以下，包括19.9%兒童（18歲以下）及9.8%長者（65歲以上）。